# デイビッド・アイク

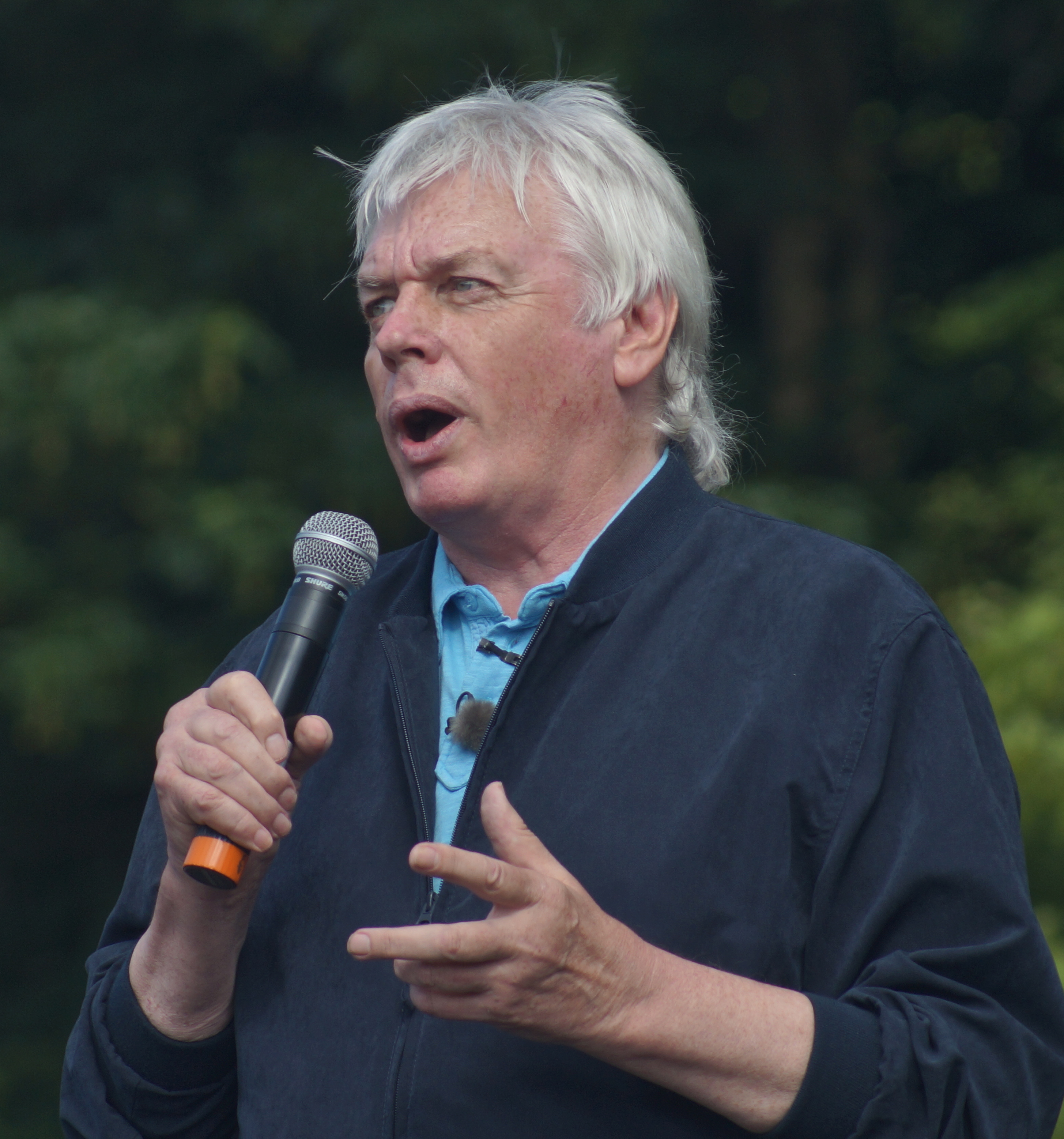
デイビッド・アイク（2013年）

デイヴィッド・ヴォーン・アイク（David Vaughan Icke、1952年4月29日 - ）は、イギリスの著述家、ジャーナリスト、思想家、陰謀論者。デビッド・アイクとも。レスター生まれ。

## 来歴

### 幼少期
1952年に出生。家庭は貧しく、控えめな性格もあり孤独な幼少期を過ごす。この頃のアイクは極度の人見知りであり、知人を見かけると道を遠回りし話すのを避けるほどであった。猛烈な反宗教主義者である父親の教育により、既成権力を疑う性質を養われる。学校生活に馴染めなかったアイクはプロのサッカー選手（特に孤独なポジションであるキーパー役）への道を目指す。

### プロサッカー選手時代
プロとして契約するには実力不足ではありながらも、思いがけぬ偶然がいくつも重なり コヴェントリー・シティFCとの契約を果たす。しかし15歳という若さでリウマチ性関節炎にかかり、走ることもままならなくなったアイクは1973年にサッカー選手を引退する。引退後はヘレフォード・ユナイテッドFCで監督を勤めるも、ほとんど身体障碍者となったこともあり生活は厳しかった。引退時にTVで取材を受けたアイクは、この時の雰囲気が気に入り、BBCのスポーツ番組での解説役キャスターを目指す。

### TVキャスター時代
21歳になり、アイクはBBCのテレビスポーツキャスターを務めるに至る。この役への道は険しく、初就任時は号泣して仕事にのぞむほど歓喜したアイクであったが、すぐにTV業界への魅力が薄れたことに気付く。TV業界は不誠実な人間ほど出世することのできる錯乱した世界だと感じたアイクは、段々と一人で自然の世界に親しむようになっていった。全国的な知名度を得たアイクであったが、その後BBCを退職する。ジャーナリズムでの経験により、「ニュースは操作されたものである」というマスメディアの閉じた構造を痛感した、と後に語っている。

### 英国「緑の党」スポークスマン時代
自然環境への関心を高めたアイクは、1980年代に英国のワイト島で環境保護団体に参加する。環境問題のためには地方議会への出席が必要だと感じたアイクは政治家へのキャリアを積み始める。1989年には環境保護を政策の中心とするイングランド・ウェールズ緑の党に入党。スポークスマンとして知られるようになる。熱帯雨林の破壊や公害など環境問題への関心が高まる中で、緑の党は注目されるが、政策を巡り内部紛争が起こる。アイクは原理主義と現実主義との折衷案を書いた最初の著書「こうでなくてもいいはずだ(It Doesn’t Have to be Like This)」を出版。しかし、当初スローガンとして「新しい政治」を掲げた緑の党だったが「政治とは理念の戦いではなく、権力の戦いに過ぎなかった」ことに失望したアイクは党を除籍となる。

### 転換期
1990年に書店で、何か見えない糸で手繰り寄せられるように霊媒師ベティ・シャインの著書に出会ったアイクは、「リウマチを治してもらえるのではないか」という理由から関心を抱く。アイクは宗教世界も科学的唯物論も拒絶していたが、ベティの語る多次元的な霊的世界観には惹かれていた。やがてベティや他の霊能者の元で「彼（アイク）は地球を治癒するためやってきた治療者（ヒーラー）だ。彼は猛烈な反抗にあう」「汚物をショベルでかき分け、自ら通った後に道を開き、他の者が進みやすくする役割をもつことになる」といった謎めいたメッセージを受け取る。アイクはそうした体験を他の者に語り始めたが、妻や子供、同僚にも理解されることは皆無だった。やがてペルー旅行に関心を抱いたアイクは、そこで「クンダリーニが脊椎を登り、意識のダムが決壊する」という神秘体験を得たと述べている。1991年には、一連の体験を綴った2冊目の著書『真実の振動』を出版した。

### ターコイズ時代
著書『真実の振動』の出版と公の言動により、アイクはTVや新聞など全国各地のメディアでバッシングされ嘲笑を浴びた。神秘体験により曖昧になった言動が誤解されたことや、ターコイズ色の服を愛着していたことも嘲笑の対象になった。世間から狂人と見なされたアイクだったが、1991年にはイギリスの大学を巡る講演ツアーを行った。当初はアイクを嘲笑しに訪れた聴衆で盛況だった講演だが、次第に動員は減少し、アイクに注目する者はいなくなったと述べている。嘲笑を受けたことで、他人の目を気にする自我から解放され、自由な主張を行えるようになった、と後にアイクは語った。

### 著述家時代
1999年には『大いなる秘密』を出版する。後にアメリカ同時多発テロ事件やイラク戦争が起こると、アイクの著作に注目が集まることになる。2003年にはブラジルで開催された講演に参加し、そこでアヤワスカと呼ばれる精神活性剤による神秘体験を経験する。「無限の愛だけが真実であり、それ以外はすべて錯覚である」という体験から得た洞察は、その後のアイクの世界観の土台となったとアイクは述べている。現在は、著述家として14冊の著書 を出版している。

## 思想
アイクの思想の特徴はスピリチュアル思想と陰謀論との融合にある。

### グローバルエリートによる支配
政府、金融、ビジネス、マスコミ、軍隊といった業界に、イルミナティと呼ばれる特定の血統のメンバーで構成される秘密結社が強く関与しているとアイクは主張している。アイクによればイルミナティは世界統一政府を作り出そうと目論んでおり、その動きは世界経済や世界情勢に多大な影響を与えている。秘密結社の活動範囲には銀行業、実業界、軍隊、政治、教育、通信、メディア、宗教、諜報機関、医薬品業界、不法麻薬などが含まれている。
またアイクは中央銀行制度を批判している。我々の知るお金とは、本質的には「エネルギーの流れ」であるが、お金のエネルギーが自らの組織に流れ込むようなエネルギーの構造が築かれており、マネーのエネルギーは労働として等価交換された場合はバランスの良い流れとなるが、「利子」や「信用」といった概念を金融システムに組み込み、マネーを初めから「債務」とすることで、一般大衆のエネルギーを吸い取っているとアイクは述べている。

### PRS （プロブレム・リアクション・ソリューション）
秘密結社が一般大衆を操る手口として、アイクは「PRS」（Problem・Reaction・Solution）と呼ばれる手法を挙げている。この手法は次のプロセスによるものである。第1段階では、まず操作者がわざと問題を作り出す（テロ、疫病など）。第2段階では、そうした問題をある一定の方法で大衆に伝え、問題の原因となった悪役（スケープゴート）を作り出し、そちらに非難を集中させる（テロの犯人の正体など）。第3段階では、その「問題」の解決法を自ら提案し、世論を都合の良い方向に誘導していく（特定の政治家を排除する、特定の法案を成立させるなど）。

### レプティリアン（爬虫類人）説
イルミナティは、爬虫類人（レプティリアン）と呼ばれる別次元の霊的生命体に操作されている、とアイクは主張している。その論拠としてアイクは以下の３点を挙げている。
- 『世界中の多くの古代神話や先住民文化の中に、「蛇の神」の姿が多く見つかること』
- 『現代においても爬虫類人の目撃情報があること』
- 『アヤワスカなどの使用による変性意識状態で、爬虫類人についての情報が得られること』

アイクによれば、レプティリアンはシュメール神話では「アヌンナキ」、ズールー族の神話では「ノンモ」、古代インドの神話ではナーガとして知られている。また旧約聖書ではイヴを誘惑した「蛇」として知られる存在である。ホピ族をはじめ、多くの部族に伝わる古代の伝説では、人間が「蛇」により堕落させられたことが語られている。
アイクによれば、太古に地球を訪れたレプティリアンは「可視光線」の領域にはいないため、人間の目には視えない「次元間存在」として在る。レプティリアンは恐怖や欲望などの「低い」エネルギーを食糧としているため、食糧の供給源である人間を恒久的に囲うために、別次元から人間社会をコントロールし続けている。陰謀論では、重要人物の調査を続けると最後には悪魔崇拝（サタニズム）に行き着くと言われるが、これは人間の血液を飲むことで可視領域に長く滞在できるというレプティリアンの性質によるものであるという。
レプティリアンは太古の人間に遺伝子操作を行うことで、人間のDNAを削減し、人間の脳には「爬虫類脳（R複合体）」を組み込んだ。爬虫類脳は攻撃性や冷血性、所有欲や支配欲、強迫観念や儀式的行動、服従、崇拝といった人間の性質に影響している。爬虫類脳は現在の地位や権力、優位性や自意識を、「生き残れないかもしれない」といった恐怖から守るように作用する。そのため全ての争いは爬虫類脳から生ずると述べている。
レプティリアン説については、アイク本人も最初は受け入れ難い情報であったと漏らしているが、長年の研究や神秘体験の末に、それは確信に変わったという。またデーヴィッド・アイクの著書の翻訳家である為清勝彦は、レプティリアンを「蛇の神」と置き換えれば民俗学ではよくある話になると指摘し、かつての日本にも様々な動物信仰が存在したが、その中でも蛇は「祖先神」「宇宙神」として破格の扱いを受けていたと述べている。

### 土星－月のマトリックス
月は爬虫類人が人類を操作するセンターであるとアイクは述べている。人間や動物は月からの信号を受けることで、五感を中心とした、互いに分断された現在の意識に隔離されている。太陽は本来、人間の現実世界を形作るフォトンを放出するセンターとしての役割があるが、爬虫類人は月を経由してその情報に不正侵入（ジャック）し、攪乱した情報を流すことで虚構の世界を築き、人間を欺いているとアイクは述べている。
この「ムーンマトリックス説」を唱える前提として、アイクはクリストファー・ナイト（en:Christopher Knight (author)）らによる「月の人工天体説」を取り上げている。ナイトの研究によると、『月は本来の大きさよりも大きすぎる。本来の古さよりも古すぎる。本来の重量よりも軽すぎる。ありえない軌道を取っている。月はあまりにも奇異なため、月の存在に関する既存の説明は全て困難に満ちており、わずかでも確実な説明は一つとしてない』。
古代の宗教においては、月の崇拝と蛇の崇拝に繋がりがある場合が多い。世界の古代神話では、月は「神々の戦車」として記述されていることや「月がある以前」の世界を語り継いだものが多く、コロンビアのモズセと呼ばれる先住民の間には、月が地球の同伴者になる前の時代の記憶が伝えられている。また、ヴェーダの占星術に、人間の感情や思考は月に支配されているという説があることや、社会での暴力事件数・発病数の増加や月経周期など、月は人間の深層心理や身体システム、時間認識と深く関わりを持っているとする説がある。そして月面上で、橋やドーム、城などの人工的な建築物や未確認飛行物体が観測されたケースがあることもアイクは傍証として指摘している。
アイクは2012年の著書「Remember Who You Are: Remember Where You Are and Where You Come from」でムーンマトリックスの概念を「土星ー月のマトリックス」と改めている。アイクによれば土星の輪は爬虫類人の宇宙船により作られた人工的なものであり、人類の集合意識を眠らせる信号の発信源である。 土星(Saturn)の語源は悪魔(Satan)であり、土星の六角形で起こる嵐から発信された周波数が、増幅器である月や地球の人工衛星の中空構造を通して増幅されて、人類をホログラムの投影に閉じ込めているとアイクは述べている。

### 宇宙インターネットと人間コンピューター
アイクによれば、存在するもの全ては本来1つの無限なる「根源意識」である。しかし現在の人間が日常的に経験している五感の世界は、同じことを延々と反復するだけの時間の環（タイム・リープ）であり、アイクはこの世界を「宇宙インターネット」と呼んでいる。マヤ文明における時間の概念やヒンドゥー教におけるユガの概念などにある通り、「宇宙インターネット」は永遠に循環し続けるサイクルである。
「宇宙インターネット」は情報の束から成る仮想現実であり、人間の肉体や脳は、人間（根源意識）が「宇宙インターネット」にログインするためのインターフェイスである。人間の身体には経絡と呼ばれるエネルギーの通路が存在するが、これはコンピューターの電子回路基板に瓜二つである。こうした理由から、アイクは人間の身体システムを「人間コンピューター」と呼んでいる。世界中のコンピューターがインターネットにログインするように、「人間コンピューター」は「宇宙インターネット」と呼ばれる同一の仮想現実にログインしている。
「物質」は本来、情報の束に過ぎないものであるが、「人間コンピューター」がこの情報をホログラムとして解読するため、人間には三次元的に固定され知覚されてしまう。こうした物質界、つまり「宇宙インターネット」は、根源意識が具体的な体験をする場として善意から創造された世界であるが、爬虫類人によって不正侵入（ハック）されている。爬虫類人の狙いは、人間を五感の世界に集中させ続けることで、人間のオーラを閉鎖させ、本来は存在しない「時間の環」のエネルギーの世界に、人間の意識を閉じ込めることにあるとアイクは述べている。

### 根源意識
「無限なる愛だけが真実であり、それ以外の何もかもは錯覚だ」とアイクは著述している。しかし人間が認知している「愛」は電気・化学的に操作可能な「心（マインド）の愛」であり、本当の愛ではない。そもそも人間の「人格」は、遺伝子情報や環境的条件付け、脳内物質や体内に摂取した化学物質などの「肉体の性質」に深く結びついているため、相対的なものであり「真実の私」ではない。人間の性別ですら、人為的に起こした化学反応の変化や遺伝子操作で変化されうるため、本来、「私」が男性や女性であることはあり得ない。
アイクによれば、本当の愛とは物質的な魅力を超えたものであり、すべての調和であるという。アイクはその愛を「根源意識」と呼び、「存在するもの、存在したもの、存在しうるもののすべて」と表現している。人々がその「一つであること」の至福を経験することが出来れば五感の世界も変容していくという。しかし人間に遺伝子操作が行われ、爬虫類脳が埋め込まれることで人々は根源意識との接続を失ったため、現在の「人格」を自分自身だと錯覚するという罠に陥っている。人間がマインドに縛られた意識から覚醒し、月のマトリックスの改竄から切り離され、太陽のフォトンに再接続することで、「あるもの全て」の意識に繋がることができる、とアイクは主張している。

### 影響
アイクの影響を受けて、公人にトカゲかどうかを直接に尋ねる人々が現れている。2008年にニュージーランドでは、当時の首相であったジョン・キーにトカゲであるかどうかを尋ねるために、政府情報法の要請がなされた。FacebookのCEOであるマーク・ザッカーバーグも、2016年のQ&Aで同じことを尋ねられている。両者とも自分はトカゲではないと答えた。
2013年に行われたPublic Policy Pollingによるアメリカでの調査では、回答者の4%が「『トカゲ人間』が我々の社会を支配している」と考えていた。

### COVID-19陰謀論
2020年にはCOVID-19の拡大が5Gに関連していることや、反ユダヤ主義に関連付けるなどの誤った主張により、Twitterのアカウントが凍結された。

## 主な著書
- 『大いなる秘密〈上〉「爬虫類人」(レプティリアン)超長期的人類支配計画アジェンダ全暴露!!』（三交社、2000年）
- 『大いなる秘密〈下〉「世界超黒幕」―現代グローバル国家を操る巨悪の正体が見えた!!』（三交社、2000年）
- 『超陰謀・粉砕編』（徳間書店、2003年）
- 『竜であり蛇であるわれらが神々』（徳間書店、2007年）
- 『世界覚醒言論』（成甲書房、2011年）
- 『ムーンマトリックス』（ヒカルランド、2012年）
- 『ハイジャックされた地球を99%の人が知らない(上) サタン-ムーンマトリックスによって真実情報のすべては切断される』（ヒカルランド、2014年）
- 『ハイジャックされた地球を99%の人が知らない(下) すべての方面から推進される《血族》による支配と淘汰のアジェンダ』（ヒカルランド、2014年）